# Tingxi Shuiku
Tingxi Shuiku (kinesiska: 汀溪水库) är en reservoar i Kina. Den ligger i provinsen Fujian, i den sydöstra delen av landet, omkring 180 kilometer sydväst om provinshuvudstaden Fuzhou. Tingxi Shuiku ligger 82 meter över havet. Trakten runt Tingxi Shuiku består till största delen av jordbruksmark.
Genomsnittlig årsnederbörd är 1 457 millimeter. Den regnigaste månaden är maj, med i genomsnitt 254 mm nederbörd, och den torraste är oktober, med 8 mm nederbörd.